# Должанский, Николай Иванович
Николай Иванович Должанский (27 сентября 1917, Курган, Тобольская губерния — 25 октября 2011, Брест) — полковник Советской Армии, участник Великой Отечественной войны, Герой Советского Союза (1944, медаль № 3499). После увольнения в запас работал в дорожных организациях, затем техником Брестского электромеханического завода.

## Биография
Николай Должанский родился 27 сентября 1917 года в семье служащего в городе Кургане Курганского уезда Тобольской губернии.
С середины 1920-х годов с семьёй проживал в Алма-Ате, где окончил семь классов и работал чертёжником в Главдоруправлении. Окончил аэроклуб.
С 1937 года член ВЛКСМ.
20 февраля 1940 года был призван Алма-Атинским ГВК в Рабоче-крестьянскую Красную Армию и направлен в школу младших авиационных специалистов в Ташкенте. В феврале 1941 года зачислен курсантом в Тамбовскую военную авиационную школу пилотов, а в мае 1942 года откомандирован в Чкаловскую военно-авиационную школу пилотов, где переучился на Ил-2.
С июля 1943 года — на фронтах Великой Отечественной войны. Принимал участие в боях на Воронежском и 1-м Украинском фронтах.
С 1943 года член ВКП(б), в 1952 году партия переименована в КПСС.
К августу 1944 года гвардии лейтенант Николай Должанский был старшим лётчиком 165-го гвардейского штурмового авиационного полка 10-й гвардейской штурмовой авиационной дивизии 2-й воздушной армии 1-го Украинского фронта. К тому времени он совершил 113 боевых вылетов на штурмовку скоплений боевой техники и живой силы противника, нанеся тому большой урон.
Указом Президиума Верховного Совета СССР от 26 октября 1944 года за «образцовое выполнение боевых заданий командования на фронте борьбы с немецкими захватчиками и проявленные при этом мужество и героизм» гвардии лейтенант Николай Должанский был удостоен высокого звания Героя Советского Союза с вручением ордена Ленина и медали «Золотая Звезда» за номером 3499. Награду ему вручил командующий фронтом Фёдор Толбухин в Бухаресте.
В годы войны сбил 1 «Мессершмитт», основной целью были танки противника.
После окончания войны продолжил службу в Советской Армии. С августа 1947 года по июнь 1948 года был слушателем Высшей школы штурманов ВВС (г. Краснодар), после окончания которой, до сентября 1954 года проходил службу на Сахалине в должности штурмана (летчика) полка. С октября 1954 года по июль 1957 года - старший штурман ШАП (г. Пинск) Белорусского Военного Округа. В 1957 году в звании полковника по состоянию здоровья был уволен в запас. Поступил в Ленинградский институт водного транспорта, но по семейным обстоятельствам после двух курсов учебы оставил институт.
С февраля 1960 года по июнь 1968 года работал в дорожно-эксплуатационных организациях г. Пинска (ДЭУ-762). В 1964 году в возрасте 47 лет заочно окончил Гомельский строительно-дорожный техникум. С 1968 по 1976 год был начальником Брестского дорожно-эксплуатационного участка № 848. С февраля 1977 года по февраль 1980 года был мастером по ремонту взлетно-посадочной полосы Брестского аэропорта. С 1980 по 1990 год работал техником Брестского ордена Трудового Красного Знамени электромеханического завода. 2 января 1991 году вышел на пенсию. Занимался общественной деятельностью, вёл большую работу по военно-патриотическому воспитанию молодежи.
Страстный болельщик хоккея. В 1981 году стал победителем Всесоюзного конкурса знатоков хоккея, проводимого газетой «Известия» (в конкурсе участвовало около 100 тыс. человек) .
Николай Иванович Должанский умер 25 октября 2011 года в городе Бресте Брестской области Республики Беларусь.

## Награды

### Награды Республики Беларусь
- Орден «За Службу Родине» III степени (Указ Президента Республики Беларусь от 15.04.1999)[9].
- Медаль Жукова
- Медаль «60 лет освобождения Республики Беларусь от немецко-фашистских захватчиков»
- Юбилейная медаль «60 лет Победы в Великой Отечественной войне 1941—1945 гг.»
- Медаль «65 лет освобождения Республики Беларусь от немецко-фашистских захватчиков»
- Юбилейная медаль «65 лет Победы в Великой Отечественной войне 1941—1945 гг.», 15 апреля 2010 года
- Юбилейная медаль «80 лет Вооружённых сил Республики Беларусь»[бел.]
- Юбилейная медаль «90 лет Вооружённых сил Республики Беларусь»[бел.]
- Юбилейная медаль «50 лет Победы в Великой Отечественной войне 1941—1945 гг.»

### Награды СССР
- Герой Советского Союза, 26 октября 1944 года[10]
  - Орден Ленина
  - Медаль «Золотая Звезда» № 3499
- Два ордена Красного Знамени, 27 августа 1943 года[11], 5 января 1944 года[12]
- Орден Александра Невского, 12 мая 1945 года[13]
- Орден Отечественной войны I степени, 6 апреля 1985 года[14]
- Орден Красной Звезды
- Медали в т.ч.
- Медаль «За боевые заслуги»
- Медаль «В ознаменование 100-летия со дня рождения Владимира Ильича Ленина»
- Медаль «За победу над Германией в Великой Отечественной войне 1941—1945 гг.»
- Юбилейная медаль «Двадцать лет Победы в Великой Отечественной войне 1941—1945 гг.»
- Юбилейная медаль «Тридцать лет Победы в Великой Отечественной войне 1941—1945 гг.»
- Юбилейная медаль «Сорок лет Победы в Великой Отечественной войне 1941—1945 гг.»
- Медаль «За освобождение Белграда»
- Медаль «Ветеран труда»
- Юбилейная медаль «30 лет Советской Армии и Флота»
- Юбилейная медаль «50 лет Вооружённых Сил СССР»
- Юбилейная медаль «60 лет Вооружённых Сил СССР»
- Юбилейная медаль «70 лет Вооружённых Сил СССР»
- Грамоты Президиума Верховного Совета БССР
- Грамоты Брестского областного Совета депутатов.

## Память
- 28 июля 2013 года на доме, где проживал Николай Должанский (г. Брест, проспект П.М. Машерова, 39), была установлена мемориальная доска[15].